# 117. vestlige længdekreds
Den 117. vestlige længdekreds (eller 117 grader vestlig længde) er en længdekreds, der ligger 117 grader vest for nulmeridianen. Den løber gennem Ishavet, Nordamerika, Stillehavet, det Sydlige Ishav og Antarktis.